# 가시광선
가시광선(可視光線, 문화어: 보임광선, 영어: visible light)은 사람의 눈에 보이는 전자기파의 영역이다.
위의 차이가 존재하지만 보통의 인간의 눈은 400에서 700nm까지의 범위를 감지한다. (최대 380에 접한 자외선 ~ 가시광선 ~ 가광선에 가장 근접한 적외선). 태양 복사 에너지선, 적외선, 자외빛에 적응된 눈은 가시광선의 녹색 부분(약 555 nm)에서 최대 감도를 나타낸다. 빛에 대한 사람의 눈의 반응은 주관적이지만 빛에 대한 대기층의 감응은 객관적인 측정이 가능하므로 가시광선(전자창)은 대기를 통과하면서 대부분 감쇄하지 않는 전자기파 영역(보라색이 파장이 짧으므로 산란이 잘 되지만 인간의 빛 편향 현상 때문에 푸른 색으로 보인다)으로 다시 정의될 수 있다. 다른 동물들도 눈으로 빛을 보지만 사람의 가시광선 영역과는 다른 파장을 받아들인다.
벌과 같은 곤충은 꿀을 가지고 있는 꽃을 찾는 데 유용한 자외선을 볼 수 있다. 가시광선에서 가까운 정도로 적외선을 분류하기도 하는데 근적외선(NIR:near infrared) 영역은 가시광선 영역에서 가장 가깝고 중적외선(MWIR:medium length IR), 원적외선(FIR or LWIR:Far IR) 순으로 멀어진다.

## 역사
처음으로 유리 프리즘을 사용해서 태양 광선을 7색으로 나눈 것은 아이작 뉴턴이다. 뉴턴은 원형의 구멍으로부터의 빛을 사용했기 때문에 파장 분리의 정밀도는 좋지 않았다. 그 후 슬릿을 사용해서 좀 더 정밀도가 좋게 빛의 강도를 파장의 차례로 나눌 수 있게 되었다.

## 스펙트럼 색깔
| 색깔                                            | 파장       | 주파수      | 광자 에너지  |
| 보라색(보통 410nm 영역에서 보라색으로 인식한다) | 380–450 nm | 668–789 THz | 2.75–3.26 eV |
| 파랑(보통 454nm 영역에서 파랑으로 인식한다)     | 450–495 nm | 606–668 THz | 2.50–2.75 eV |
| 초록색(보통 555nm 영역에서 녹색으로 인식한다)   | 495–570 nm | 526–606 THz | 2.17–2.50 eV |
| 노랑(보통 587nm 영역에서 노랑으로 인식한다)     | 570–590 nm | 508–526 THz | 2.10–2.17 eV |
| 주황(보통 600nm 영역에서 주황으로 인식한다)     | 590–630 nm | 484–508 THz | 2.00–2.10 eV |
| 빨강(보통 660nm 영역에서 빨강으로 인식한다)     | 630–750 nm | 400–484 THz | 1.60–2.00 eV |

이상 범위의 영역만이 시각적 인지가 가능하다. 대기 중의 무지개도 햇빛에 포함된 가시광선 영역의 빛의 굴절 현상이다. 흔히 빨주노초파남보라고 외운다.다만 일부에서는 파란색을 청록색으로, 남색을 파란색으로 다르게 분류하는 모양. 빨간색이 가장 파장이 길고 보라색이 가장 짧지만, 역으로 에너지는 보라색이 가장 높고 빨간색이 가장 낮다.

## 분광기
빛에는 여러 가지 정보가 포함되어 있다. 발광체로부터 나오는 빛의 파장 분포는 발광체의 성질을 알아볼 수 있는 중요한 정보를 준다. 스스로 빛을 내지 않을 경우에는 그 물체에 빛을 통과시키는 것으로 그 파장 분포의 변화를 알 수 있고, 그 변화로부터 물질의 특유한 정보를 알 수가 있다. 파장 분포 뿐만 아니라 편광면의 회전이나 강도의 시간적 변화 등을 재는 것도 정보를 아는 데에 중요하다. 그러나 역시 빛의 파장에 대한 강도 변화, 다시 말해서 파장 분포를 알아야 하는 것이 가장 중요하다. 이것을 위한 연구 장치를 분광기라고 하는데 보통 3부분으로 되어 있다. 즉, 광원·분산계·감지기가 그것이다.

## 키르히호프의 법칙
일반적으로 기체는 고온일 때 고유의 파장을 지닌 빛을 낸다. 그러나 반대로 그 기체가 저온일 때는 같은 파장의 빛을 흡수한다. 이는 방출 스펙트럼이나 흡수 스펙트럼의 기체 분석에도 유용하게 사용된다.

## 광합성
엽록소(chlorophyll)중에서 chlorophyll-A는 400,500대 주파수에서 chlorophyll-B는 600,700대 주파수에서 강하게 빛에너지를 흡수하는 것으로 알려져있다.

## 같이 보기
- 파수
- 뤼드베리 공식
- 파장
- 태양 복사 에너지